# Хазбин Хотел
„Хазбин Хотел“ (на английски: Hazbin Hotel) е американски анимационен уеб сериал, създаден, режисиран, написан и продуциран от Вивиен „VivziePop“ Медрано. Изработен е изцяло от аниматори на свободна практика и е финансиран до голяма степен от последователите на Patreon акаунта на Медрано. Официалният пилотен епизод бива пуснат в YouTube на 28 октомври 2019 г. На 6 ноември 2019 г. Медрано заявява в Patreon, че все още няма посочена дата на издаване на втори епизод. До август 2020 г. шоуто е развило база от отдадени фенове, с 31-минутен пилотен епизод, събрал над 82 милиона гледания до май 2020 г. На 7 август 2020 г. бива съобщено, че студио A24 взима Хазбин Хотел като пълен телевизионен сериал, но информация, свързана с неговите производство и дата на пускане, остава неизвестна.
Спин-оф сериалът „Адски Бос“ представя първия си сезон на 31 октомври 2020 г. (Хелоуин), почти една година след излизането на пилотния му епизод. Действието в Адски Бос се развива в същата вселена като на Хазбин Хотел, въпреки че има различни история и състав от герои. Както VivziePop го описва, докато и двете предавания споделят една и съща обстановка, Хазбин Хотел е относно изкупление и последици от действия, докато Адски Бос следва „персонажи и общества, които вече съществуват в Ада“ с основен акцент върху междуличностните отношения между героите.

## Сюжета на пилотния епизод
Поредицата проследява злополуките на Чарли Морнингстар (озвучена от Джил Харис) – принцесата на Ада, харизматичен демон и наследник на трона, докато тя се захваща да изпълни привидно невъзможната си мечта да отвори хотел, наречен „Щастливият хотел“, който има за цел да реабилитира грешниците. Поради пренаселеността си, Адът преминава през ежегодна „чистка“, където тип ангели, наречени Екстерминатори, се спускат от Рая, за да убиват демони. Чарли намира това за обезсърчително и иска да намери по-мирно решение на проблема с пренаселеността. Нейната основна цел е клиентите ѝ да излязат от хотела като изкупени души и да бъдат приети в Рая.
С помощта на отдадения си мениджър и любима Ваги (Моника Франко) и техния неохотен първи клиент – порно актьора Ейнджъл Дъст (Майкъл Ковач), тя е решена да превърне мечтата си в реалност. Но когато предложението ѝ по телевизията се обърква, планът ѝ привлича вниманието на могъщия „Радио Демон“ Аластор (озвучен от Едуард Боско), който въпреки че смята, че вярата ѝ в изкуплението е смешна, проявява желание да помогне на Чарли с поддръжката на хотела за собствено забавление.

## ЛГБТ+ представяне
Хазбин Хотел включва гей порнозвездата Ейнджъл Дъст, бисексуалната героиня на име Чарли, лесбийката на име Ваги и асексуалния герой, наречен Аластор. Според един от аниматорите на Хазбин Хотел, Фаустис, Хъск е пансексуален. По време на стрийм тя казва „всяка дупка е цел“ и когато някой пита дали Хъск е пансексуален, тя повтаря същото.
|  | Тази страница частично или изцяло представлява превод на страницата Hazbin Hotel в Уикипедия на английски. Оригиналният текст, както и този превод, са защитени от Лиценза „Криейтив Комънс – Признание – Споделяне на споделеното“, а за съдържание, създадено преди юни 2009 година – от Лиценза за свободна документация на ГНУ. Прегледайте историята на редакциите на оригиналната страница, както и на преводната страница, за да видите списъка на съавторите. ВАЖНО: Този шаблон се отнася единствено до авторските права върху съдържанието на статията. Добавянето му не отменя изискването да се посочват конкретни източници на твърденията, които да бъдат благонадеждни. |